# Peter Vogel (artiste)
Pour les articles homonymes, voir Vogel.
Peter Vogel, né le 9 mars 1937 à Fribourg-en-Brisgau et mort le 8 mai 2017 dans la même ville, est un physicien et artiste cybernétique allemand.
Il est connu pour sa pratique artistique transversale de la sculpture, de l'électronique et de l'acoustique.

## Biographie
Né en 1937 à Fribourg au Bade-Wurtemberg, Peter Vogel obtient un diplôme de physique en 1965. Il travaille ensuite une dizaine d'années dans un laboratoire de recherche neurophysiologique à Bâle et s'intéresse particulièrement aux maquettes qu'il construit pour les comportements physiologiques et psychologiques. Peintre et compositeur de musique électronique, il s'implique également dans la danse et la chorégraphie. En 1969, il réalise ses premiers objets cybernétiques, modèles imaginaires de systèmes électroniques en forme de sculptures, qui réagissent à l'environnement et répondent à la lumière, à l'ombre et au son produits par le spectateur. Ses œuvres ont déjà l'aspect qui les caractérise aujourd'hui, des structures tridimensionnelles en fil de fer soudé englobant composants électroniques, transistors, cellules photoélectriques, haut-parleurs, petits moteurs électriques. Il vit et travaille à Fribourg.

## Travaux
Depuis les années soixante, sa production sculpturale se caractérise par des constructions électroniques interactives, sonores et cinétiques. Les éléments constitutifs des œuvres, les composants électroniques et haut-parleurs, sont agencés géométriquement sur une structure en fil de fer. Les interactions peuvent se faire à distance via des capteurs photosensibles. Les technologies employées sont relativement traditionnelles et respecte l'esthétique du mouvement artistique cybernétique développé depuis les années 1950-60.[réf. nécessaire]

## Publication
- Peter Vogel - Partitions de réactions (avec CD audio inséré), Dijon, Les presses du réel, 2009